# Os Afro-sambas
Os Afro-sambas è un album frutto della collaborazione tra il chitarrista di Baden Powell de Aquino e il poeta Vinícius de Moraes e con arrangiamenti e direzione del maestro César Guerra-Peixe.

## Storia e contenuti
Questo disco antologico è passato alla storia della musica brasiliana per essere stata la prima opera in cui strumenti tipici del candomblé, come l'atabaque, bongo, agogô e l'afoxé sono suonati insieme a strumenti tradizionali di altre culture come flauto, chitarra, sax, batteria e contrabbasso. 
All'inizio degli anni sessanta il giornalista Carlos Coqueijo aveva regalato a Vinicius de Moraes una copia dell'LP Sambas de Roda e Candomblés da Bahia, un disco che impressionò profondamente il poeta, rivelandogli un filone di musica popolare che non conosceva ancora. Vinicius mostrò l'album a Baden Powell, che in quel periodo era il suo partner più costante, il quale a sua volta rimane molto impressionato. Nel 1962 Baden si recò a  Bahia per esibirsi con Sylvia Telles al Country Club. Il chitarrista rimase a Bahia per alcuni mesi ed in quell'occasione ebbe modo di familiarizzare con artisti e intellettuali del posto. Qui venne a contatto con il sincretismo religioso e le tradizioni  africane ancora vive nella cultura bahiana, con i rituali e le danze, il candomblé e la capoeira. 
Quando rincontra Vinicius compone il samba Berimbau, i due decidono di iniziare a comporre delle canzoni sulla cultura afro-brasiliana.
Il primo brano dell'album, Canto de Ossanha,  è stato classificato al numero 9, nella lista dei 100 più importanti brani musicali brasiliani pubblicata sulla rivista Rolling Stone's.

## Tracce
- Tutti i brani sono stati composti da Baden Powell  e Vinícius.

1. Canto de Ossanha
2. Canto de Xangô
3. Bocoché
4. Canto de Iemanjá
5. Tempo de amor
6. Canto do Caboclo Pedra-Preta
7. Tristeza e Solidão
8. Lamento de Exu

## Formazione
Il disco fu registrato nei giorni 3, 4, 5 e 6 del gennaio 1966.
- Baden Powell - chitarra
- Vinícius de Moraes, Quarteto em Cy e Coro Misto[5] - voce
- Pedro Luiz de Assis -Sax tenore:
- Aurino Ferreira - sax baritono
- Nicolino Cópia - flauto